# صامويل سيرانو
صامويل سيرانو (بالإنجليزية: Samuel Serrano)‏ مواليد 17 نوفمبر 1952 في بورتوريكو، هو ملاكم يصنف ضمن فئة وزن الريشة.

## إحصائيات
خاض خلال مسيرته 56 نزالا، فاز في 50 وتعادل في 1 وخسر في 5. فاز بالضربة القاضية في 17 نزالا.

## روابط خارجية
- صامويل سيرانو على موقع بوكس ريك (الإنجليزية) (registration required)